# Susanna Shakespeare
Susanna Shakespeare (gedoopt op 26 mei 1583 – 1648), later Susanna Hall, was de oudste dochter van William Shakespeare en Anne Hathaway.
Susanna werd nauwelijks zes maanden na het huwelijk van haar ouders geboren. Haar vader was 19 en haar moeder waarschijnlijk 26 of 27. Susanna werd gedoopt op 26 mei 1583, in de Holy Trinity Church, te Stratford-upon-Avon. Samen met haar broer Hamnet en zus Judith werd zij opgevoed in Stratford-upon-Avon. Zoals de meeste vrouwen in de 17e eeuw volgde zij geen opleiding en kon niet lezen en schrijven.
Susanna trouwde op 5 juni 1607 met John Hall, een arts die sinds 1600 zijn eigen praktijk had. Een jaar later schonk Susanna het leven aan een dochter, Elisabeth. Zij was het enige kleinkind dat William Shakespeare heeft gekend, aangezien de kinderen van zijn dochter Judith na zijn dood zijn geboren.
Susanna stierf op 66-jarige leeftijd. Ze ligt begraven in de Holy Trinity Church in Stratford, naast haar ouders.